# Kostel svatého Václava (Malá Bukovina)
Římskokatolický farní kostel svatého Václava v Malé Bukovině v okrese Děčín v Ústeckém kraji je barokní sakrální stavba. Od roku 1966 je kostel chráněn jako kulturní památka.

## Historie
Kostel byl postaven v roce 1716 na místě staršího kostela, připomínaného poprvé v roce 1384 jako farní kostel. Obnoven byl počátkem 21. století, kdy byl také starý hřbitov změněn na meditační zahradu.

## Architektura

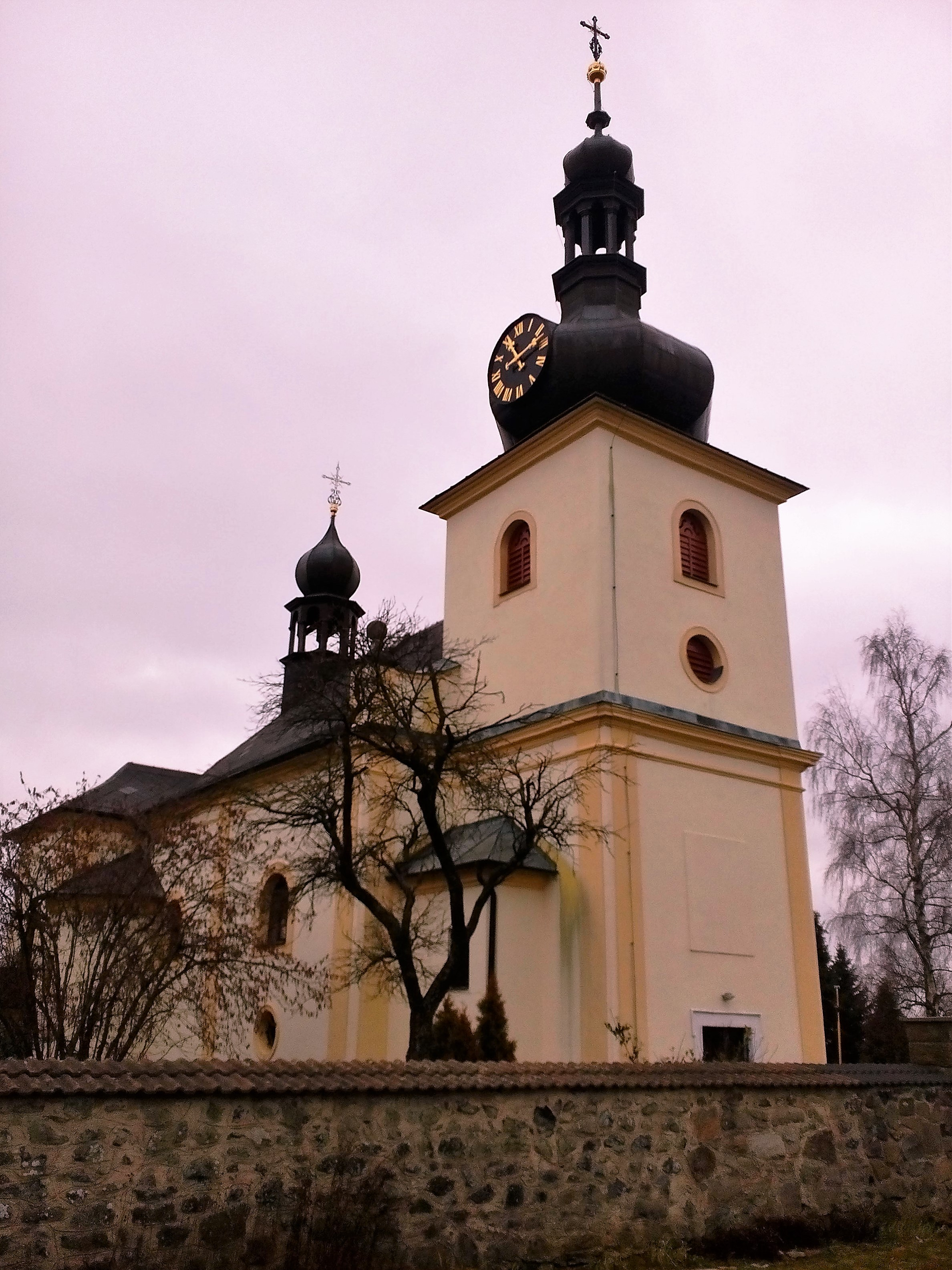
Věž kostela sv. Václava

Jedná se o jednolodní, obdélnou stavbu s obdélným, poloválcově zakončeným presbytářem se dvěma pravoúhlými přístavky po stranách. Ze západního průčelí vystupuje hranolová věž. Věž má pilastry a obdélný portál. V patře má okrouhlá a polokruhově zakončená obdélná okna. Nad bočními částmi průčelí jsou křídlaté zdi, které se připojují k věži. Věž je zakončena cibulovou bání, do níž je vložen veliký hodinový ciferník na severní straně, obrácené k větší části obce. Dva malé ciferníky na jihovýchodním rohu věže.
Na sedlové, nad presbytářem zvalbené střeše spočívá mohutný sanktusník. Boční fasády jsou pilastry a polokruhově zakončenými okny, závěr kostela je s pilastry. Vnějšek kostela je jinak prostý, poněkud rušivě působí při rekonstrukci použitá plastová okna.
Presbytář má neodsazený oblý závěr. Loď a předsíň v podvěží mají plochý strop. Kaple po jižní straně presbytáře a sakristie po severní straně, i oratoře v jejich patře, mají ploché stropy.

## Zařízení
Vnitřní zařízení převážně barokní, část pochází z kaple někdejšího zámku ve Velké Bukovině. Hlavní oltář je ze 2. poloviny 18. století. Má rokokovou predelu a tabernákl. Je na něm obraz sv. Václava z roku 1828 a sochy sv. Petra a sv. Judy Tadeáše. Boční oltář se sochou sv. Jana Nepomuckého pochází z konce 18. století. Sochy sv. Josefa a sv. Anny Samotřetí jsou z 18. století. Varhany jsou ze 2. poloviny 18. století. V kostele se nachází kamenná, pozdně barokní křtitelnice.

## Okolí kostela
Na prostranství před kostelem jsou barokní sochy sv. Jana Nepomuckého a sv. Antonína Paduánského z 1. poloviny 18. století. Renovovány byly v roce 1888.